# Етнографічний музей

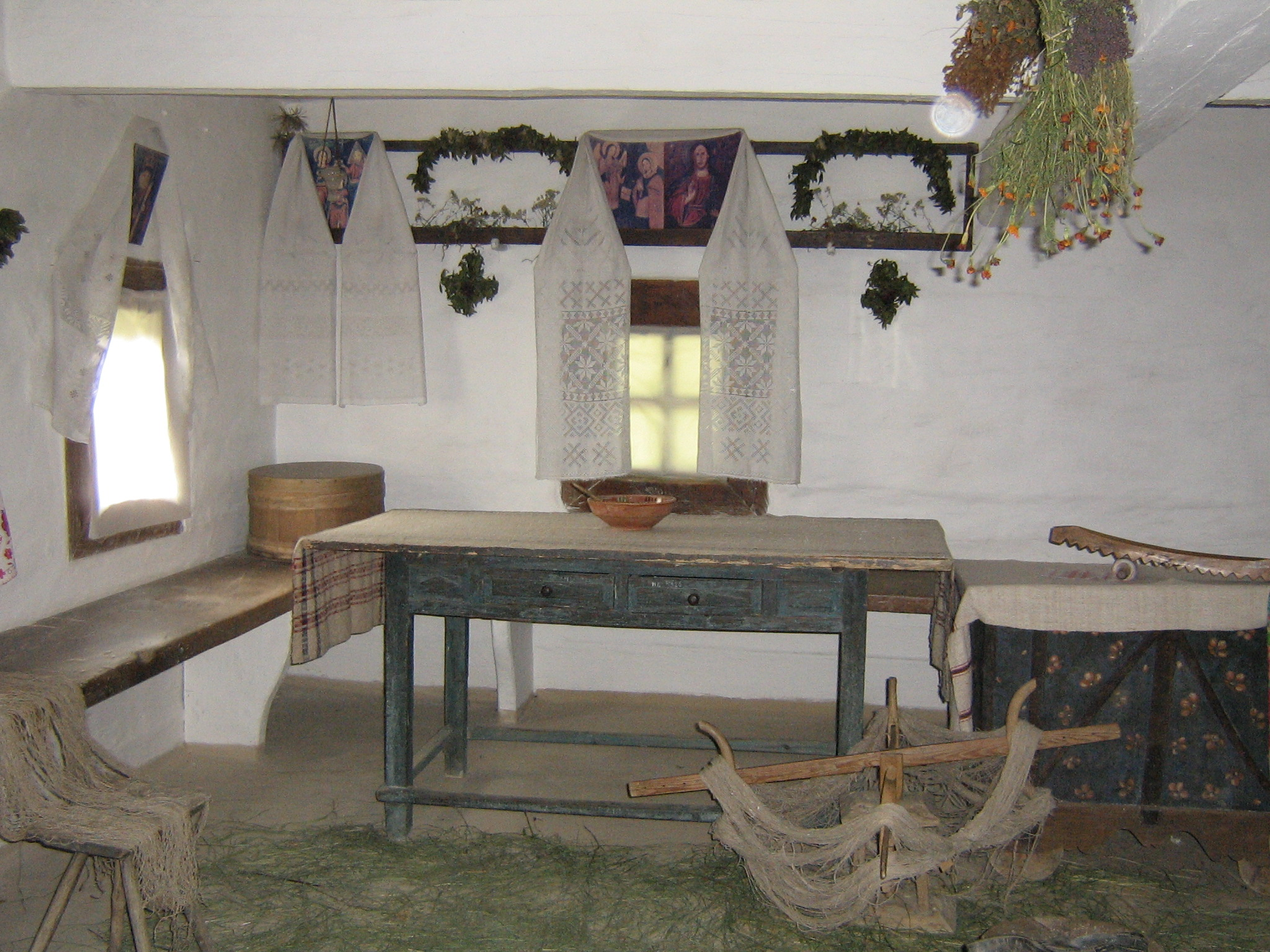
У хаті рибалки (в Музеї народної архітектури та побуту України)

Етнографі́чний музе́й — це науково-дослідна, культурна установа, що комплектує, зберігає, вивчає, експонує, популяризує пам'ятки матеріальної і духовної спадщини народу. Мета таких музеїв — не консервування культурної спадщини, а навпаки — наближення до людей. Більшість етнографічних музеїв України невеликі та мають місцевий, краєзнавчий характер.
Етнографічні музеї бувають як державними — наприклад, Музей народної архітектури та побуту України коло селища Пирогів, так і приватними — наприклад, етнографічний музей «Хутір Савки» в c. Нові Петрівці.
Перші етнографічні музеї були збірками екзотичних предметів з далеких країн, саме з тих часів беруть свій початок величезні зібрання деяких найбільших музеїв світу. Пізніше в XIX сторіччі внаслідок розвитку романтизму та націоналізму зріс інтерес до народної культури і стали з'являтися колекції не заморських див, а предметів місцевого, зазвичай старосвітського побуту.